# Steven Spielberg
Steven Allan Spielberg (Cincinnati, 18 dicembre 1946) è un regista, sceneggiatore, produttore cinematografico e televisivo statunitense.

Firma di Steven Spielberg

Alcuni film di Spielberg sono tra i più popolari del cinema statunitense. È considerato uno dei cineasti più importanti e influenti della storia del cinema: agli inizi della carriera è stato un componente dei movie brats, movimento che contribuì alla nascita della Nuova Hollywood degli anni settanta, assieme ai colleghi e amici George Lucas, Francis Ford Coppola, Martin Scorsese, Woody Allen e Stanley Kubrick. Ha vinto due premi Oscar come miglior regista per Schindler's List - La lista di Schindler (per il quale vinse anche la statuetta di miglior film), e per Salvate il soldato Ryan.
Ha inoltre ricevuto il Leone d'oro alla carriera alla Mostra internazionale d'arte cinematografica di Venezia del 1993. Nel 1987 ha vinto il Premio alla memoria Irving G. Thalberg. È inoltre il regista con maggiori incassi nella storia del cinema. È stato tra i fondatori della Amblin Entertainment e della DreamWorks (insieme a Jeffrey Katzenberg e David Geffen). Secondo Forbes è il 514º uomo più ricco del mondo, con un patrimonio netto di 4 miliardi di dollari.

## Biografia
(TIME, 1985)

### Gioventù
Steven Allan Spielberg nacque a Cincinnati, in Ohio, il 18 dicembre del 1946, da Arnold Spielberg (1917-2020) e Leah Adler (1920-2017), entrambi di origine ebraica; suo padre era un ingegnere elettronico, mentre sua madre una pianista concertista. La sua passione per il cinema si manifestò sin dall'infanzia, quando "dirigeva" i familiari in cortometraggi realizzati con una 8 mm. Fondamentale la visione, nel 1952, del film Il più grande spettacolo del mondo. All'età di 7 anni cominciò a girare film amatoriali d'avventura in 8 mm, utilizzando come attori i suoi amici e compagni di scuola. Ha sempre ammesso di aver subito l'influenza di David Lean, regista de Il ponte sul fiume Kwai e di Lawrence d'Arabia, uno dei film preferiti da Spielberg (successivamente ne curò anche il restauro). Il successivo trasferimento nel New Jersey gli fece conoscere il dolore dell'intolleranza etnica nei suoi confronti. Spielberg ricorda questo periodo e il successivo trasferimento a Saratoga in California, dove frequenterà il liceo, come il più triste e difficile della sua vita definendolo un "inferno sulla terra". Il regista affermò tra l'altro, in un'intervista al Corriere della Sera nel 2004:
Le lunghe assenze del padre furono inoltre causa di profondo dolore e amarezza nel giovane Spielberg; l'assenza paterna e le difficoltà nelle relazioni tra adulto e bambino e tra genitori e figli diventeranno in seguito temi ricorrenti in molti suoi film. All'età di 11 anni girò il suo primo cortometraggio amatoriale, The Last Train Wreck, nel 1957, dove due treni giocattolo si scontrano e poi The Last Gun (1959), un western amatoriale della durata di 8 minuti di cui è anche interprete; all'età di quattordici anni realizzò Escape to Nowhere (1961), un cortometraggio di guerra di 40 minuti; sempre dello stesso anno è Battle Squad, realizzato presso l'aeroporto di Phoenix, dove simulava il volo di aerei supersonici; del 1964 è il lungometraggio Firelight, un'epopea fantascientifica di 140 minuti, basata sulla storia di un attacco di UFO, scritta dalla sorella Nancy. Il film venne proiettato in un cinema appositamente affittato dal padre.

### Gli inizi
Studiò dapprima presso l'Arcadia High School di Phoenix, poi, a seguito di un trasferimento della famiglia a Saratoga, nel locale liceo, dove si diplomò. Decise di frequentare la University of Southern California ma venne respinto due volte all'esame di ammissione, ripiegando così sull'Università statale della California, dove studia lingua e letteratura inglese. In questo periodo frequenta gli Universal Studios, fingendosi un dipendente, finché, scoperto, non venne assunto realmente. Nel 1966 i genitori divorziano, evento che influenzerà le tematiche affrontate nei suoi film.
Ebbe poi la sua prima grande opportunità quando, nel 1968, realizzò il primo cortometraggio professionale, Amblin', da cui prenderà il nome la prima casa di produzione da lui fondata, la Amblin Entertainment che narra la storia d'amore e il viaggio di due adolescenti. Per realizzarlo ricevette un finanziamento di 15.000 dollari da Denis C. Hoffman; questi in cambio pretese metà degli incassi che il giovane regista avrebbe realizzato nei 10 anni successivi, con la clausola che i film diretti da Spielberg dovevano essere decisi e approvati da Hoffman. Quando Spielberg ottenne il successo con il film Lo squalo, il contratto fu definito non valido, in quanto il regista non era maggiorenne quando lo aveva firmato. Con questo film vinse l'Atlanta Film Festival, ottenendo così un contratto di sette anni con la Universal Pictures, per la quale dirigerà show e serie televisive quali Mistero in galleria, Reporter alla ribalta, Marcus Welby, Difesa a oltranza, nonché l'episodio Un giallo da manuale di Colombo. Dirige anche due film TV, Il signore delle tenebre e Savage. Nel 1968 abbandona l'università per dedicarsi alla professione di regista.

### Anni settanta
Nel 1971, rifacendosi a un racconto di Richard Matheson, dirige il suo secondo lungometraggio, Duel, nato per la televisione ma poi distribuito anche nelle sale cinematografiche in Europa, Australia e Giappone con l'aggiunta di quattro scene; nel film, sceneggiato dallo stesso Matheson, Spielberg anticipa un altro dei suoi temi ricorrenti, l'uomo comune che si trova a vivere circostanze eccezionali che affronta in modo inaspettato ed eroico; il film è diventato nel tempo un film di culto più volte riproposto in home video. La produzione diede a Steven soltanto dieci giorni di tempo per le riprese. Spielberg accettò, e alla fine lo girò in tredici giorni. Quando si presentò dal produttore per presentargli le sue scuse, si sentì rispondere di non preoccuparsi, poiché nessuno al mondo sarebbe mai stato in grado di girarlo in tredici giorni, tanto meno in dieci. George Lucas, amico del regista, racconta che, dubbioso sulle qualità del regista e la bontà del film, alla proiezione pensava di riuscire a vederne solo 10 minuti, invece rimase nella sala per tutta la durata del film, cambiando subito idea sulle doti del giovane autore.
Seguì poi Sugarland Express, che, come il precedente, è un road movie che gli valse ottime critiche e venne premiato per la migliore sceneggiatura al Festival di Cannes. Mediocre fu invece il successo di pubblico. Il film è un attacco ai mass-media del periodo, in linea con il generale pessimismo e la drammaticità dei film della Nuova Hollywood. L'insuccesso di pubblico spinse il regista a creare film d'evasione che avrebbero attirato un pubblico più vasto.
Il successo arrivò grazie a Lo squalo, un thriller di ambientazione marina, basato sul romanzo di Peter Benchley; uscito il 20 giugno del 1975, vinse tre Oscar e incassò circa 470 milioni di dollari, un record per l'epoca. L'orrore suscitato negli spettatori fu così profondo, da far registrare un effettivo calo dei bagnanti nelle località balneari. Fu il primo caso di un tale successo per un film "fuori stagione", dato che i maggiori incassi avvengono di norma nel periodo invernale e natalizio. La realizzazione del film fu costellata da molti problemi, tali da metterne in dubbio il completamento; come raccontano lo stesso regista e gli attori nei bonus del DVD, un ventilato sciopero degli attori costrinse ad anticipare l'inizio delle riprese; grossi dubbi sorsero anche sulla sceneggiatura di Benchley, costringendo il regista insieme all'amico e attore Carl Gottlieb a un profondo rimaneggiamento. Altro problema fu il casting: Jeff Bridges e Lee Marvin non accettarono la parte, mentre Richard Dreyfuss decise di accettare solo all'ultimo momento; anche la location per le scene creò difficoltà. Spielberg rifiutò l'uso di una vasca poiché il risultato sarebbe apparso poco credibile e decise di girare in mare aperto a Martha's Vineyard; le onde del mare provocavano di continuo inquadrature mosse, con barche che comparivano inaspettatamente all'orizzonte e affondando persino l'"Orca", la barca usata dai tre "pescatori" per catturare lo squalo, e finirono in mare anche tutti i giornalieri, poi miracolosamente recuperati. Il problema principale però si verificò con il mancato funzionamento dello squalo meccanico, che costrinse la troupe a lunghe ed estenuanti attese. Spielberg perciò ribattezzò lo squalo "difetto speciale". Per risolvere la situazione si decise di ridurne al minimo le apparizioni, sostituendole con momenti di attesa e suspense che paradossalmente decretarono il successo del film.
Nel 1976 Spielberg rifiutò l'offerta di Alexander Salkind di dirigere il primo film su Superman, per realizzare un suo antico progetto, il lungometraggio di fantascienza Incontri ravvicinati del terzo tipo (1977), per il quale ottenne la prima candidatura per l'Oscar al miglior regista. Protagonista del film è Richard Dreyfuss, con cui aveva già lavorato ne Lo squalo e tra gli interpreti principali è presente il regista François Truffaut del quale Spielberg era un grande ammiratore. Nel 1979 Spielberg dirige 1941 - Allarme a Hollywood, una commedia ambientata a Los Angeles pochi giorni dopo l'attacco a Pearl Harbor, interpretata da Dan Aykroyd e John Belushi. Accolto freddamente dalla critica statunitense, accusato anche di essere antipatriottico, fu invece ben visto in Europa. Il film descrive ironicamente l'isteria di cui furono preda i civili e i militari americani, ossessionati e terrorizzati dal pericolo di un nuovo attacco giapponese sul suolo americano. Le critiche negative allontanarono per qualche tempo Spielberg dal filone dei film commedia.
Alla fine degli anni settanta si occupò dello sviluppo di un film horror fantascientifico intitolato Night Skies, concepito dopo la realizzazione di Incontri ravvicinati del terzo tipo. Nonostante le buone premesse, il film non venne mai realizzato e il materiale sviluppato fu usato per Poltergeist - Demoniache presenze ed E.T. l'extra-terrestre.

### Anni ottanta
Dopo il parziale insuccesso del precedente film, negli anni ottanta, Spielberg si dedica a film avventurosi collaborando nel 1981 per la prima volta con l'amico George Lucas, reduce dal successo della serie di Guerre stellari, per realizzare I predatori dell'arca perduta, con Harrison Ford come protagonista. Spielberg realizza uno dei suoi desideri, dirigere un film sullo stile di James Bond. L'idea del personaggio di Indiana Jones fu di George Lucas, ispirato ai serial e ai fumetti degli anni trenta e le scene d'azione del film furono realizzate secondo i canoni dei film a basso costo, usando tecniche ed effetti speciali propri degli anni nei quali il film è ambientato. Nel 1982 torna al genere fantascientifico realizzando E.T. l'extra-terrestre. Spielberg ha affermato di avere sviluppato una sorta di simbiosi e un profondo affetto per i giovani attori del film, sentendosi come il loro maestro di scuola e sviluppando per loro anche un forte istinto paterno. Il film è un successo, battendo vari record d'incasso e rimanendo insuperato per molti anni e valse al regista la terza nomination all'Oscar dopo quella per I predatori dell'arca perduta.
Decise poi di dedicarsi alla produzione; in precedenza era già stato produttore dei film 1964 - Allarme a N.Y. arrivano i Beatles! (1978), La fantastica sfida (1980) e Chiamami aquila (1981). Spielberg sostiene che un produttore ha il solo compito di finanziare il film, di occuparsi degli executive e di negoziare con attori e tecnici così che al regista spetti solo il compito di espandere la sua creatività. Nel 1982 decide di fondare insieme ai colleghi Kathleen Kennedy e Frank Marshall, una propria casa di produzione, la Amblin Entertainment con la quale vennero realizzati famosi film come la trilogia Ritorno al futuro e Cape Fear. Ha poi prodotto Poltergeist di Tobe Hooper, I Goonies di Richard Donner, da un suo soggetto, e Piramide di paura di Barry Levinson. Nel 1983 dirige il secondo episodio del film Ai confini della realtà a cui seguì, nel 1984, Indiana Jones e il tempio maledetto, che ebbe problemi di censura con la Motion Picture Association of America che voleva catalogare il film come R-17, cioè vietato ai minori di diciassette anni se non accompagnati, ma Spielberg propose il PG, cioè un rating che permette la visione a tutti, purché con la supervisione di un adulto; alla fine il film uscì con il marchio PG-13, "bambini minori di 13 anni accompagnati", sigla creata appositamente per questo film.La critica giudicano il film inferiore al primo episodio, troppo violento e con alcuni personaggi relativamente insulsi e stereotipati.

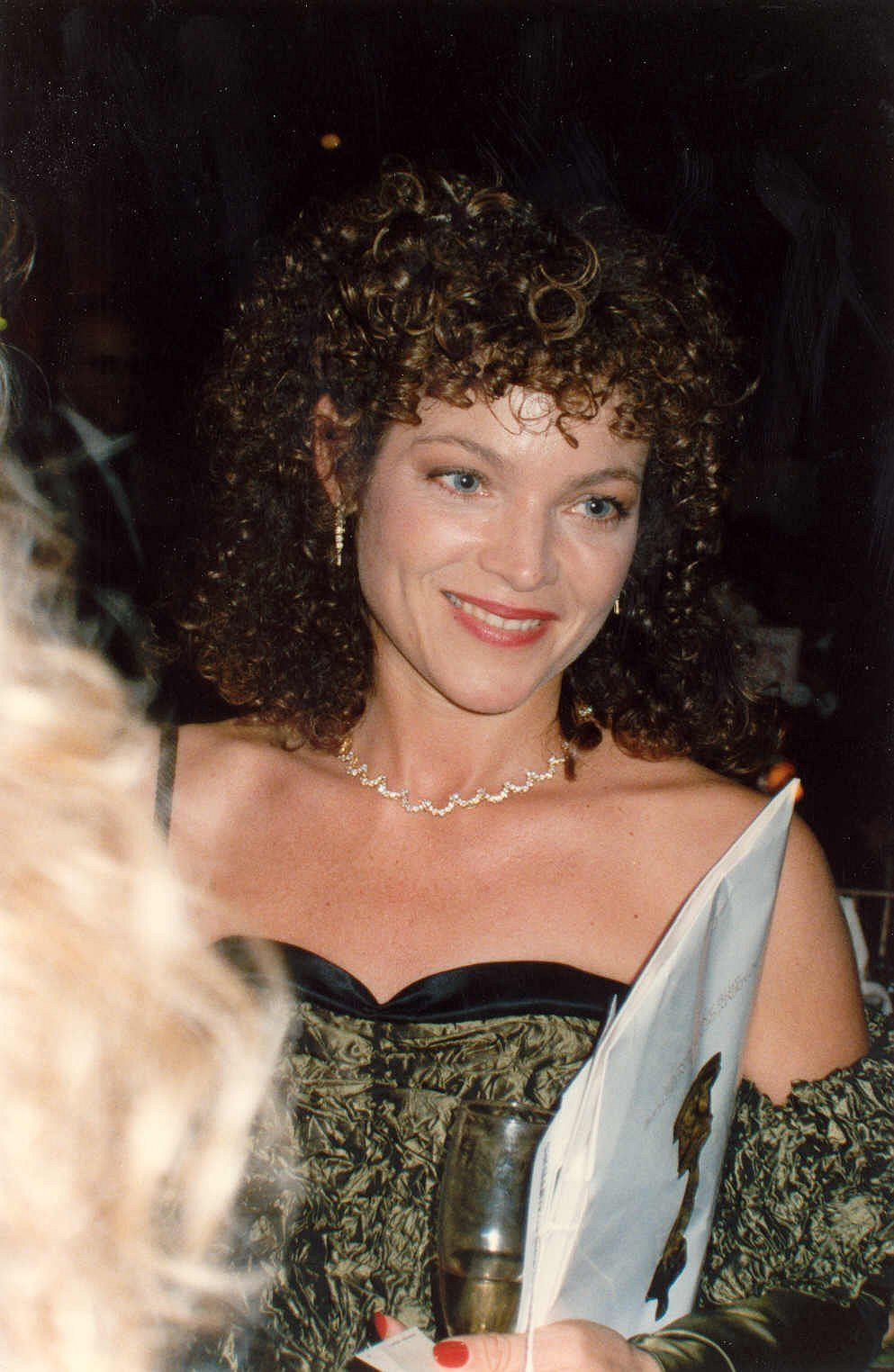
Amy Irving, prima moglie di Spielberg

Nel 1985 dirige Il colore viola, che riceve critiche discordanti ma un ottimo successo di pubblico; il romanziere Ishmael Reed accusò Spielberg di avere utilizzato banali stereotipi sulla gente di colore. Il film riceve undici nomination dall'Academy Award ma nessun Oscar. Nello stesso anno Spielberg si sposa con Amy Irving, con cui ha il primo figlio, Max.

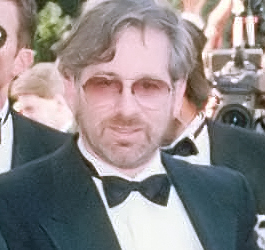
Steven Spielberg ai Premi Oscar 1990

Segue poi il film L'impero del sole (1987), sulla storia dell'invasione di Shanghai da parte dei giapponesi, vista attraverso gli occhi di un bambino rimasto separato dai genitori per anni in un campo di concentramento giapponese; riceve buone critiche ma un pessimo risultato al botteghino, con soli 22 milioni di dollari. In collaborazione con Robert Zemeckis e William Dear, realizza Storie incredibili, una serie televisiva antologica di genere fantastico, all'interno della quale dirige due episodi: il primo, "Ghost Train", e il quinto, "Mission" (interpretato da Kevin Costner) mantenendo anche il ruolo di produttore e supervisore degli episodi della serie.
Nel 1989 dirige il terzo capitolo della trilogia di Indiana Jones, Indiana Jones e l'ultima crociata, con Sean Connery come co-protagonista. Il film fu un successo incassando circa 475 milioni di dollari. Lo stesso anno, dirige Always - Per sempre, che ottiene tiepidi consensi di critica e pubblico. Nel 1989 il regista divorzia dalla moglie.

### Anni novanta
Dopo varie vicissitudini e rinvii, nel 1991 dirige Hook - Capitan Uncino interpretato da Robin Williams, riprendendo le tematiche dei rapporti fra genitori e figli e dei problemi di relazione tra adulti e ragazzi.

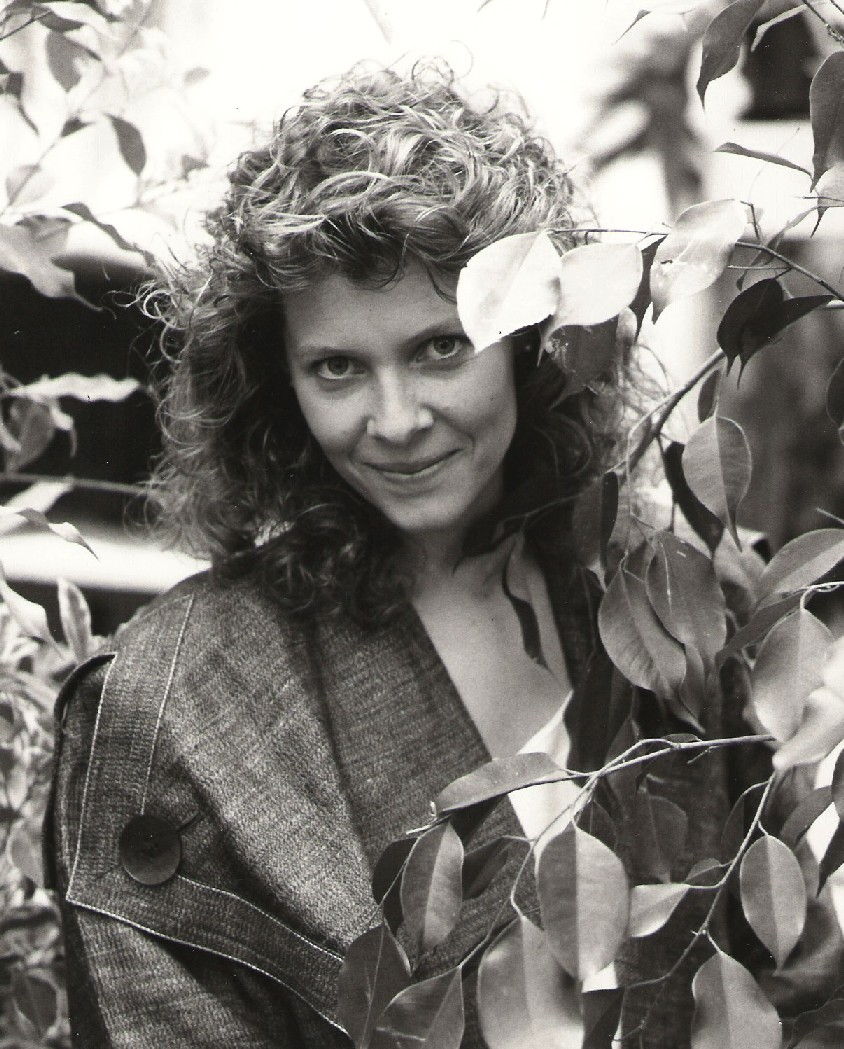
Kate Capshaw, seconda moglie di Spielberg

Lo stesso anno sposa l'attrice Kate Capshaw, che aveva diretto in Indiana Jones e il tempio maledetto. Dalla relazione nasce la figlia Destry, ed entrano a far parte della famiglia la figlia di Kate, Jessica Capshaw (nata da una precedente relazione) e due bambini adottati, Theo e Mikaela. Nel 1993, Spielberg dirige un altro film d'avventura, adattamento cinematografico del romanzo di Michael Crichton Jurassic Park. Il film batte il record d'incasso di E.T. l'extra-terrestre incassando circa un miliardo di dollari in tutto il mondo. Il film, dopo Terminator 2 - Il giorno del giudizio, costituisce uno dei primi esempi di uso intensivo della grafica computerizzata e del completo abbandono delle animazioni a passo uno, alla ricerca della massima verosimiglianza nella ricostruzione. Nello stesso anno gira un film sull'Olocausto, Schindler's List - La lista di Schindler. Chiese inizialmente a Roman Polański di dirigere il film, ma questi rifiutò in quanto troppo coinvolto emotivamente (era vissuto nel ghetto di Cracovia fino all'età di 8 anni). Il film valse a Spielberg il suo primo Oscar come miglior regista, vincendo anche quello per il miglior film. Gli incassi vennero definiti da Spielberg "blood money", macchiati di sangue, e vennero perciò utilizzati per la creazione della Survivors of the Shoah Visual History Foundation, organizzazione non-profit con l'obiettivo di costruire un archivio audio-visivo con le testimonianze di sopravvissuti e testimoni dell'Olocausto. Con il patrocinio della fondazione vengono realizzati i documentari: The Survivors of the Holocaust, The Lost Children of Berlin, Gli ultimi giorni. Sempre nel 1993 Spielberg riceve il "Leone d'oro alla carriera" alla Mostra Internazionale d'Arte Cinematografica.

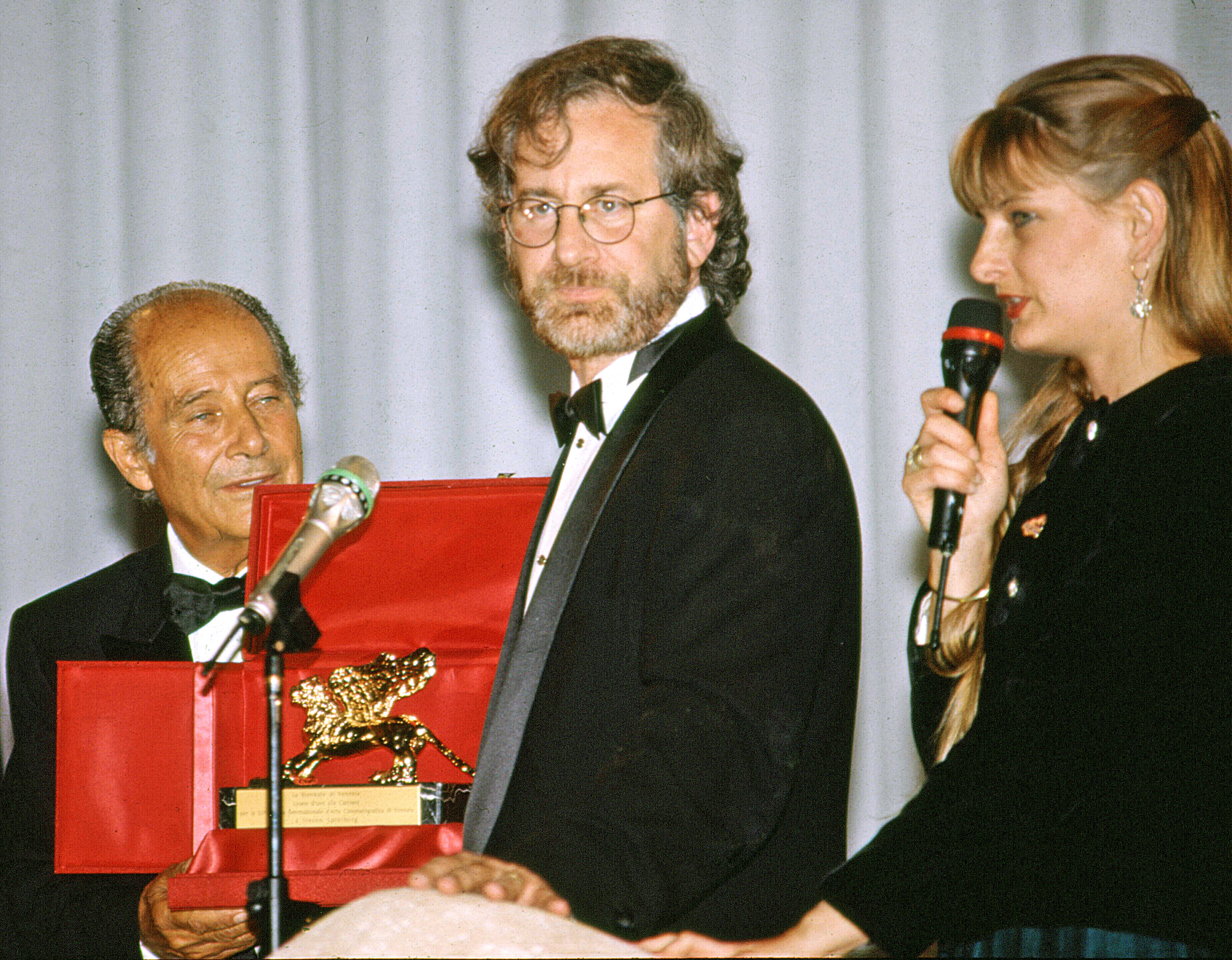
Steven Spielberg nel 1993 mentre riceve il "Leone d'oro alla carriera"

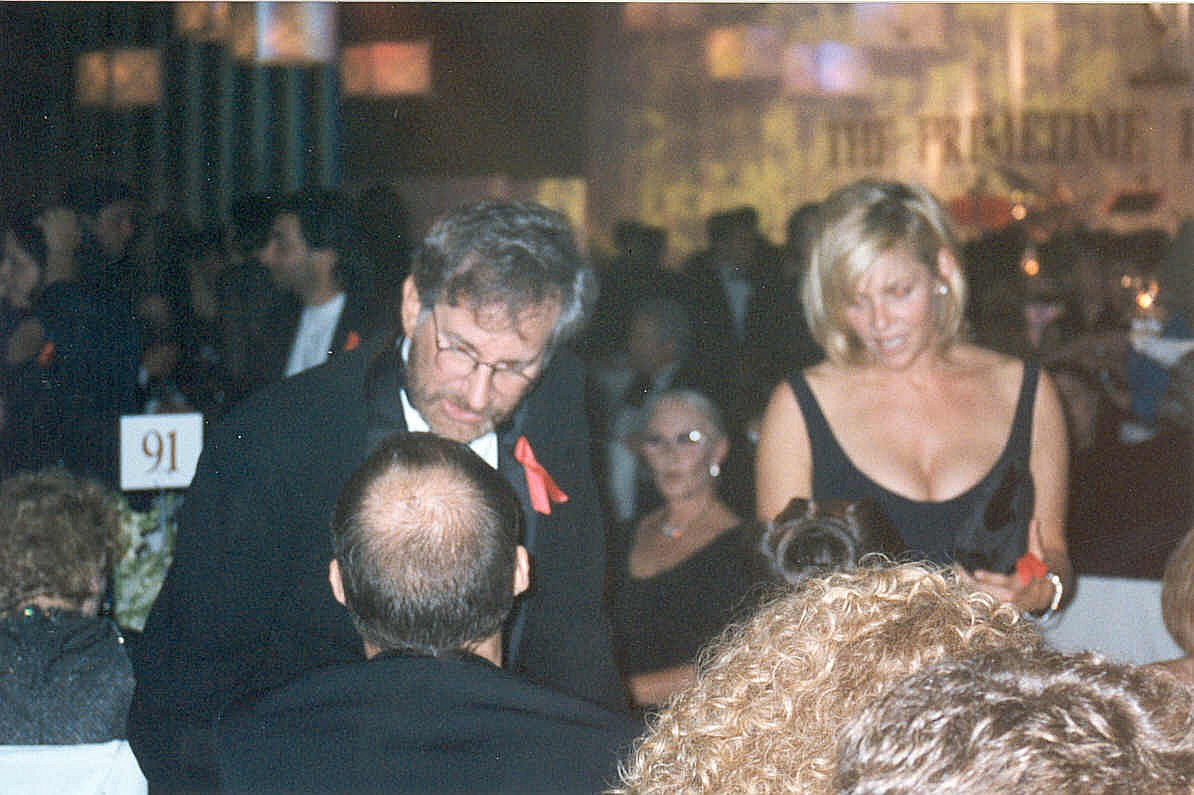
Steven Spielberg nel 1995

Nel 1994 fonda la DreamWorks insieme con Jeffrey Katzenberg e David Geffen, che ha prodotto tutti i suoi film a partire da Amistad (1997), basato su una storia vera di schiavismo. Partecipa alla sceneggiatura del videogioco The Dig, pubblicato dalla software house LucasArts di George Lucas. Nel 1996 lo stesso Lucas insieme a Spielberg creano il videogioco Director's Chair, una sorta di simulatore per aspiranti registi, dove il giocatore può scegliere il cast e provare a girare semplici cortometraggi. Nel 1997 dirige Il mondo perduto, sequel di Jurassic Park basato sempre sull’omonimo romanzo di Michael Crichton, venne molto criticato per la sceneggiatura ma ebbe un buon successo di pubblico. Del 1998 è Salvate il soldato Ryan, incentrato sullo sbarco in Normandia, che ottenne buoni consensi di critica e ottimi incassi. Costato 120 milioni di dollari e presentato fuori concorso al Festival di Venezia, il film riceve undici nomination all'Oscar e ne vince cinque per regia, fotografia, montaggio, sonoro ed effetti sonori. Al ricevimento del suo secondo Oscar ha fatto la seguente domanda: “Am I allowed to say I really wanted this?" (mi è consentito dire che questo lo volevo veramente tanto?).

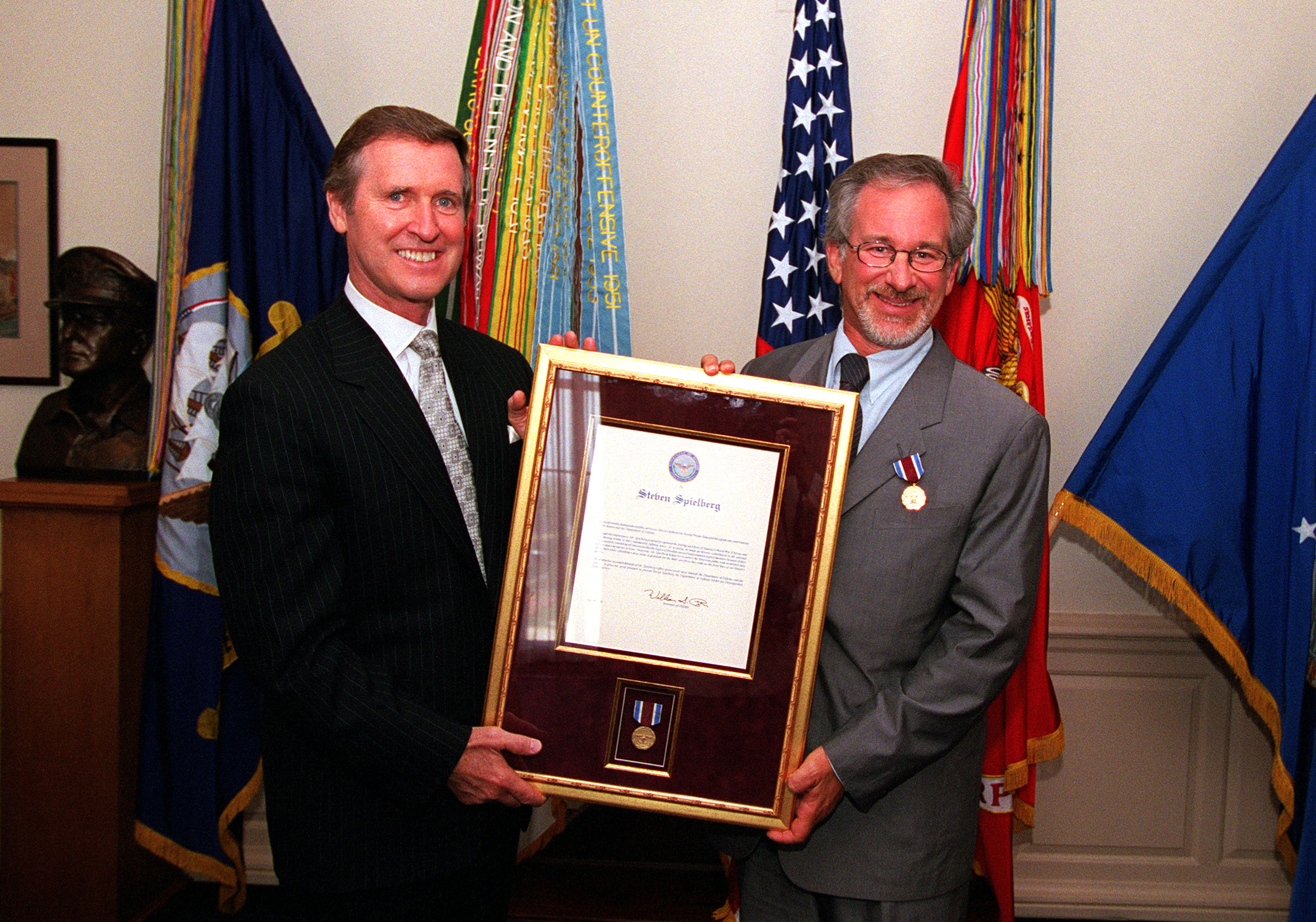
Steven Spielberg con il Segretario della Difesa degli Stati Uniti William S. Cohen nel 1999

Nel 1998 Spielberg fece una donazione all'Academy for posterity, acquistando per oltre 1 milione di dollari l'Oscar di Clark Gable per il film Accadde una notte, quello di Bette Davis per Figlia del vento, e l'originale slitta Rosebud del film Quarto potere.
Durante il periodo degli anni 90, dall'inizio alla fine, è anche il produttore esecutivo di quattro serie animate in collaborazione con Warner Bros., intitolati: I favolosi Tiny, Animaniacs, Mignolo e Prof. e Freakazoid.

### Anni 2000

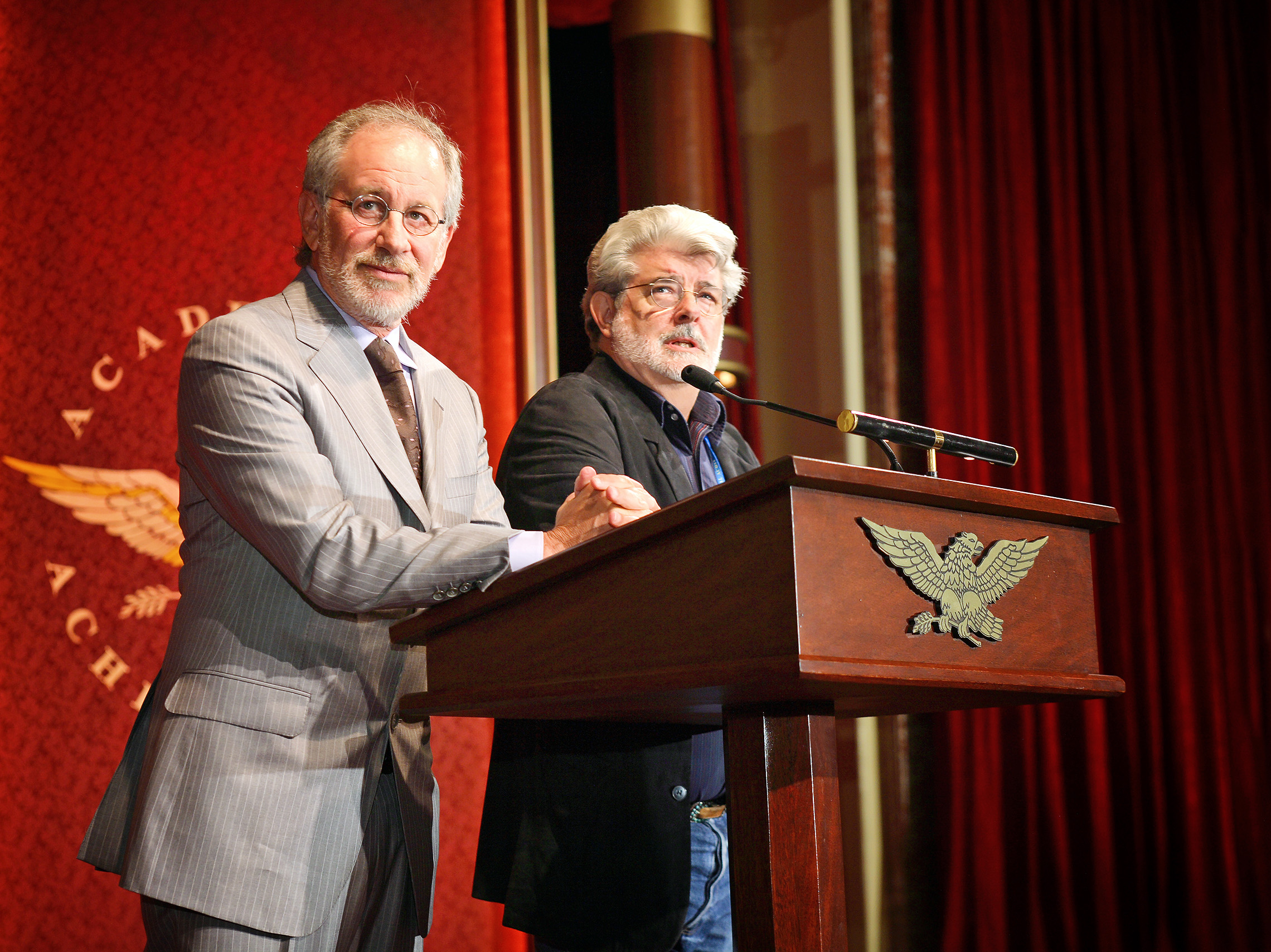
Steven Spielberg e George Lucas nel 2006

Nel 2000 venne nominato cavaliere dell'Impero britannico, per il suo contributo all'industria cinematografica inglese, ma non essendo cittadino del Commonwealth, non può fregiarsi del titolo di Sir. Invece dal governo tedesco ha ricevuto la Bundesverdienstkreuz mit Stern, l'onorificenza al merito civile più alto della Germania. Nel 2001 dirige A.I. - Intelligenza artificiale, ispirato dalle lunghe conversazioni avute con il collega e amico Stanley Kubrick, su un progetto da lui mai realizzato che prevedeva la sceneggiatura e la produzione di Kubrick e la regia di Spielberg e basato sulla novella Supertoys Last All Summer Long di Brian Aldiss, di cui Kubrick aveva acquisito i diritti cinematografici. Inoltre produsse insieme a Tom Hanks e in collaborazione con la HBO la serie di dieci puntate di Band of Brothers - Fratelli al fronte che ha per protagonisti i paracadutisti americani che sbarcano in Europa.

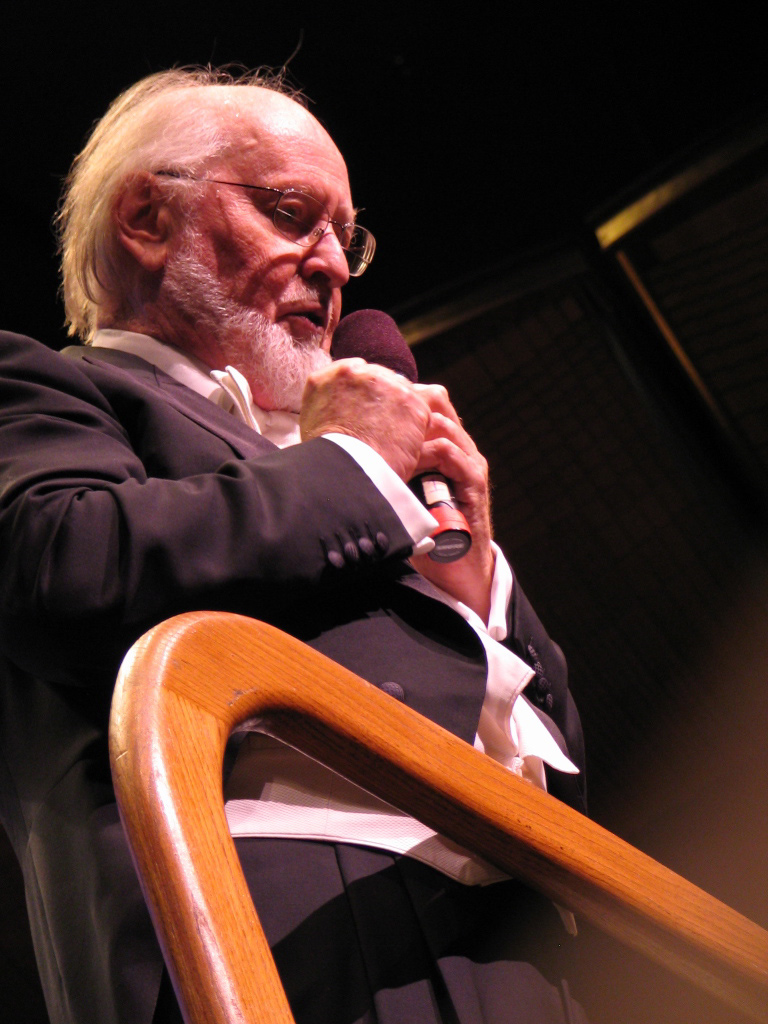
John Williams, compositore delle colonne sonore di tutti i film di Spielberg, tranne Il colore viola, Ai confini della realtà, Duel, Il ponte delle spie e Ready Player One.

Rifiuta invece di dirigere Harry Potter e la pietra filosofale, asserendo di non essere stimolato da un film di sicuro successo a causa dell'enorme popolarità del romanzo, preferendo scegliere eventualmente storie meno conosciute. Altro motivo del rifiuto fu l'opposizione della scrittrice J. K. Rowling che preferiva un regista inglese. Nel febbraio del 2002 il regista subisce un intervento chirurgico per l'asportazione di un rene.
Dirige nel 2002 Minority Report. Nel film, per omaggiare Stanley Kubrick, ha inserito una battuta del film Arancia meccanica, nella scena in cui Tom Cruise si reca a cambiare gli occhi. Il regista ha affermato di essersi ispirato anche alla regia de L'uomo che sapeva troppo di Alfred Hitchcock. Segue lo stesso anno Prova a prendermi, che ha incassato circa 164 milioni di dollari. Nel 2004 dirige The Terminal che venne poi presentato alla Mostra Internazionale d'Arte Cinematografica di Venezia.
Nel 2004, il presidente della Repubblica Italiana Carlo Azeglio Ciampi gli ha conferito la nomina di Cavaliere.
Il film successivo fu La guerra dei mondi, tratto dall'omonimo classico di H. G. Wells; prodotto con un budget di 200 milioni di dollari il film avrebbe dovuto essere girato nel 2006, ma lo slittamento dei progetti di Spielberg (Munich) e Cruise (Mission: Impossible III) ne fecero anticipare le riprese. Spielberg, in un'intervista concessa alcuni giorni prima della presentazione del film, ha raccontato che l'idea di dirigere La guerra dei mondi è nata mentre lui e Tom Cruise discorrevano amichevolmente durante un loro incontro. Per rispettare le scadenze e per evitare il sovrapporsi degli altri impegni di lavoro, la produzione fu costretta ad accelerare i tempi delle riprese, tanto da provvedere al completo sgombero di un intero quartiere di Beyonne nel New Jersey. In successive interviste Spielberg ha ammesso che la tensione e la drammaticità degli eventi dell'11 settembre hanno sicuramente influenzato la scelta di realizzare un film dai toni particolarmente cupi e drammatici. Il giorno stesso all'uscita del film, Spielberg iniziò le riprese di Munich, sui tragici eventi del Settembre Nero e del massacro di Monaco ai Giochi olimpici estivi del 1972. Il film, giudicato dalla critica come uno dei più maturi di Spielberg, ha ricevuto 5 nomination all'Oscar, ma senza poi vincerle. Spielberg ha comunque ricevuto il premio Lifetime Achievement Award dalla CIFF (Chicago International Film Festival's) per la regia.

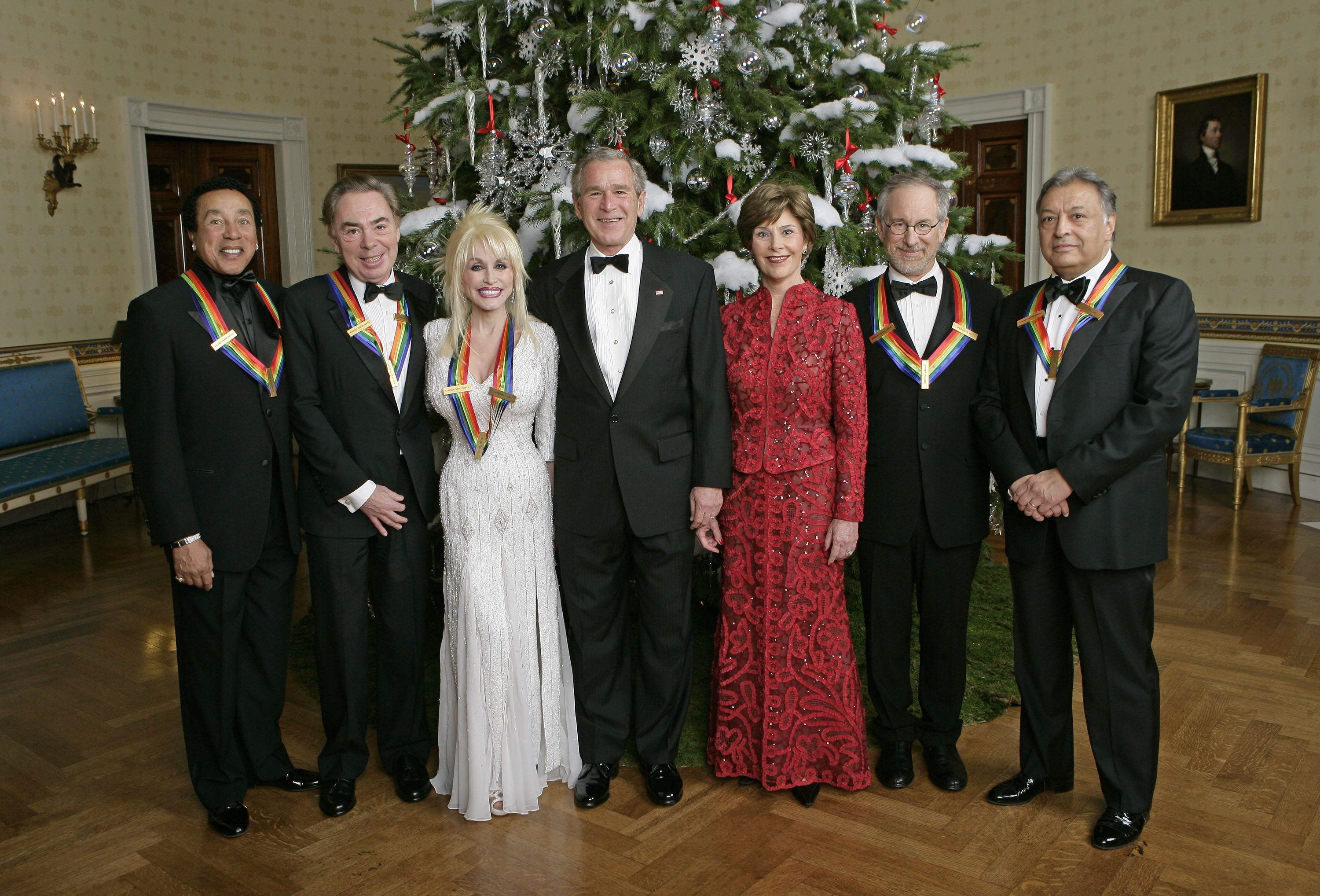
Steven Spielberg con il Presidente George W. Bush e la signora Laura Bush alla Casa Bianca nel 2006

Nel 2008, dopo lunghe insistenze di Harrison Ford e di George Lucas, decide di dirigere il quarto episodio della serie di Indiana Jones, Indiana Jones e il regno del teschio di cristallo. Durante la preparazione del film, il computer del regista, contenente oltre 4000 immagini del film, venne rubato ma poi recuperato.
Spielberg è stato nominato consulente artistico per le Olimpiadi di Pechino del 2008, ma con un annuncio in conferenza stampa, il 13 febbraio 2008 rinunciò all'incarico per protesta contro la politica estera e il mancato rispetto dei diritti umani del governo cinese sulla questione del Darfur.
Ha prodotto il film Transformers (2007) e i due sequel del 2009 e del 2011. Il modello di camion del transformer Optimus Prime è un Peterbilt 281, lo stesso del film Duel. Inoltre ha prodotto il cartone animato Bee Movie dove doppia anche uno dei personaggi minori. Nel 2009 ha prodotto insieme a Tom Hanks la miniserie The Pacific che verte sulle guerre del Pacifico e ha per protagonisti tre marine bloccati nel Pacifico.
Criticato per i risultati parzialmente negativi di Indiana Jones e il regno del teschio di cristallo, Spielberg ha contrattaccato accusando la Paramount Pictures di costringerlo a girare in tempi strettissimi a tutto discapito della qualità dei suoi film. Ha quindi deciso di recedere dal suo contratto con la Paramount e ha stipulato un contratto di 5 anni con il gruppo Reliance ADA Group, compagnia di telecomunicazioni indiana e casa di produzione della emergente realtà cinematografica indiana, comunemente chiamata Bollywood.

### Anni 2010

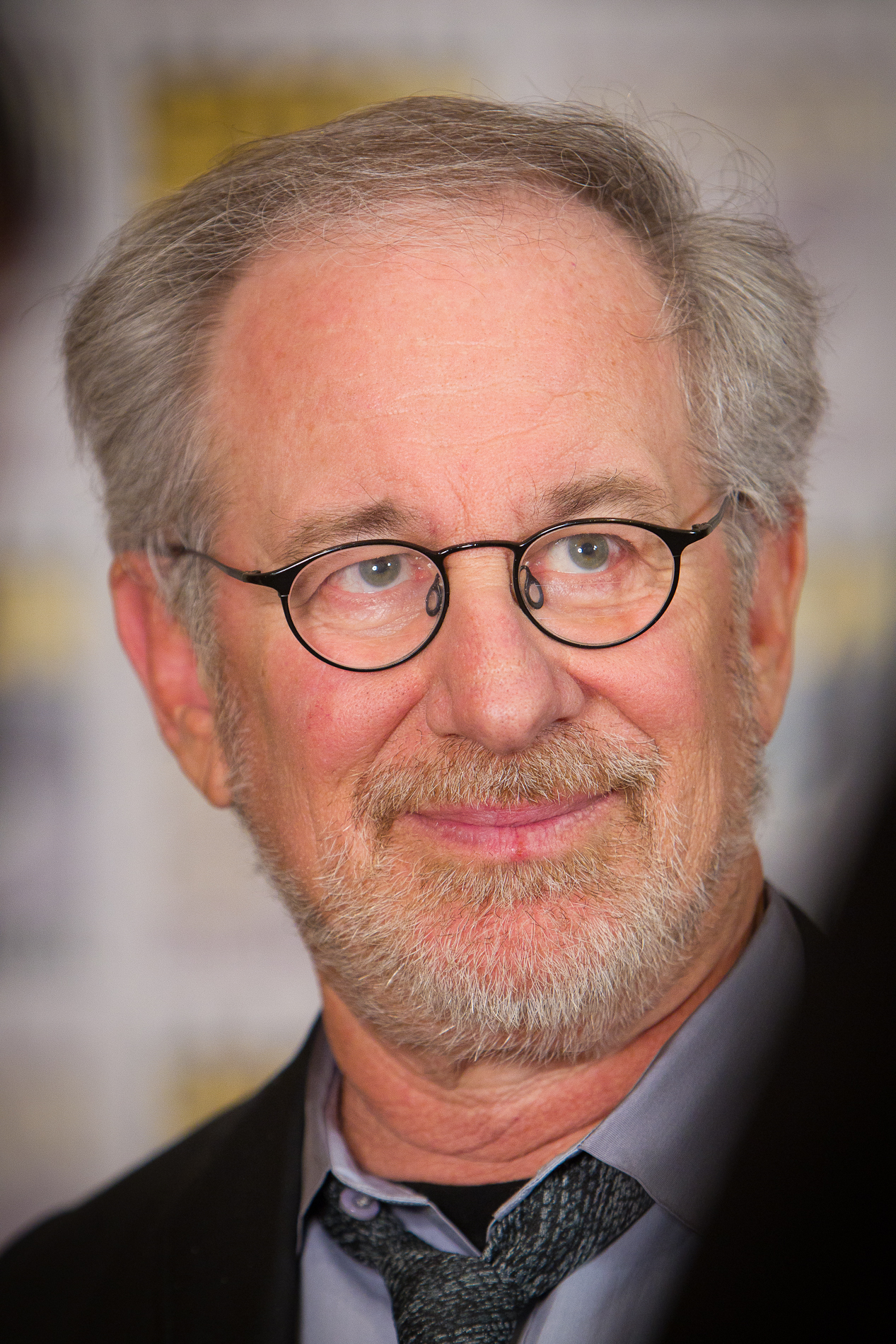
Steven Spielberg al San Diego Comic-Con International 2011

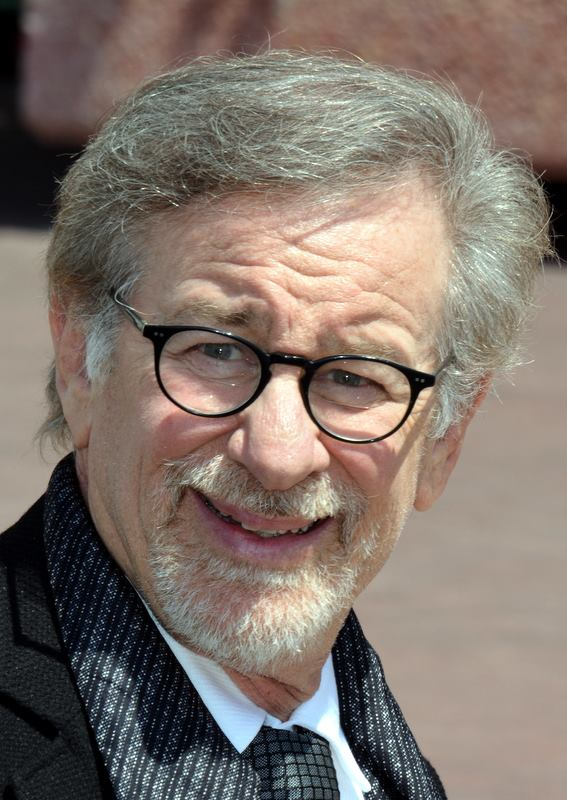
Steven Spielberg al Festival di Cannes 2016

Successivamente è stato impegnato negli adattamenti cinematografici della serie a fumetti di Tintin (vincitore del Golden Globe 2012 al miglior film d'animazione) e del romanzo War Horse, da cui trae l'omonima pellicola, poi candidata a sei premi Oscar nel 2012.
Nel 2012 dirige Lincoln, film storico che narra gli ultimi mesi di vita del Presidente degli Stati Uniti d'America Abraham Lincoln e della sua strenua lotta per l'approvazione del XIII emendamento alla Costituzione, che avrebbe posto fine alla schiavitù, nonché del suo impegno per porre fine alla guerra di secessione americana: il ruolo di Lincoln è ricoperto da Daniel Day-Lewis che, per la sua interpretazione, vince il suo terzo Premio Oscar al miglior attore protagonista.
Nel maggio 2013 è stato presidente della giuria della 66ª edizione del Festival di Cannes. Nel 2014 produce a livello esecutivo il quarto capitolo della serie di Transformers, Transformers 4 - L'era dell'estinzione, che incassa oltre un miliardo di dollari; poi dirige Il ponte delle spie scritto dai fratelli Joel Coen e Ethan Coen. Nel 2015 è produttore esecutivo del quarto capitolo della serie di Jurassic Park, Jurassic World. Nel 2022 esce poi il terzo sequel di Jurassic World. Nel 2016 dirige il film fantasy Il GGG - Il grande gigante gentile, nel quale si omaggia in un ruolo cameo la figura della regina Elisabetta II, circondata dai suoi cani "corgie" (tributo alla figura della sovrana che è stato dimenticato nel rievocare il rapporto tra Elisabetta II e il cinema). Nel 2017 dirige The Post e l'anno successivo il film fantascientifico Ready Player One, mentre la lavorazione al film The Kidnapping of Edgardo Mortara, basato sulla storia vera del caso Edgardo Mortara, è stata posticipata.

### Impegno sociale

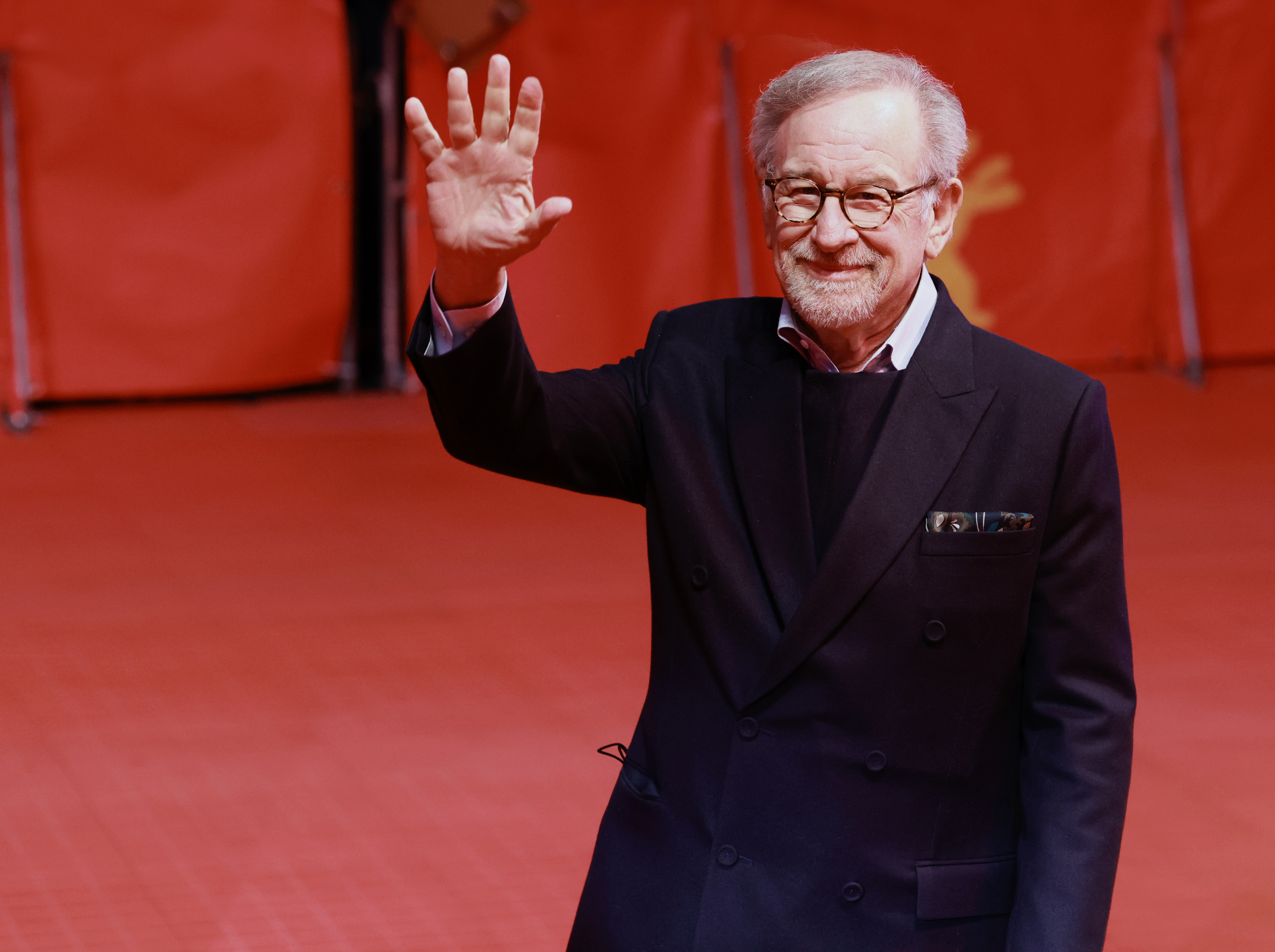
Steven Spielberg nel 2023 a Berlinale

Spielberg, da sempre attento e sensibile ai temi del razzismo, della Shoah e della discriminazione, come dimostrano anche i suoi film più "impegnati" (Il colore viola, Schindler's List - La lista di Schindler, Amistad, Munich, Lincoln), nel 1994 ha creato la Survivors of the Shoah Visual History Foundation, associazione nonprofit per la raccolta e catalogazione audio-video delle testimonianze dei sopravvissuti e testimoni della Shoah.
Alla vigilia dei Giochi Olimpici di Pechino 2008, forte del suo incarico di consulente artistico del comitato organizzatore e di direttore artistico delle cerimonie di apertura e chiusura, insieme ai rappresentanti di molti paesi occidentali, ha condotto una campagna di pressione sulla Cina, affinché lo Stato riconoscesse e garantisse la Dichiarazione universale dei diritti umani, sia nella sua politica interna che estera, in particolare sulla condotta cinese nella regione sudanese del Darfur, di cui la Cina è primo partner commerciale e partecipa attivamente alla gestione delle politiche petrolifere. A seguito del rifiuto, o meglio, dell'indifferenza dimostrati dalla Cina, il 13 febbraio 2008, Steven Spielberg ha abbandonato l'incarico.

## Vita privata
Dal 1976 al 1979 ebbe una relazione con l'attrice Amy Irving, che, dopo un periodo di rottura, sposò nel 1985. I due divorziano nel 1989 e in base a una sentenza in cui il giudice riconosce come valido un accordo prematrimoniale scritto su un tovagliolo, la Irving riceve una buonuscita di ben 100 milioni di dollari. Dalla Irving ha avuto un figlio, Max Samuel (1985). Dal 1991 è sposato con l'attrice Kate Capshaw, da cui ha avuto i figli Sasha (1990), Sawyer (1992) e Destry (1996) e con cui ha adottato Theo (1988) e Mikaela (1996). Ha una figlia acquisita, l'attrice Jessica Capshaw (1976), nata dal precedente matrimonio della moglie. Spielberg è il padrino di due note attrici statunitensi: Drew Barrymore e Gwyneth Paltrow.
Nel 1998, Spielberg venne minacciato e fu oggetto di stalking da parte di un certo Jonathan Norman, in seguito arrestato e processato.
Il 27 maggio 2002 ha ricevuto il dottorato in Letteratura all'Università di Yale.

## Filmografia

### Regista

#### Cinema
- Firelight (1964)
- Duel (1971)
- Sugarland Express (The Sugarland Express) (1974)
- Lo squalo (Jaws) (1975)
- Incontri ravvicinati del terzo tipo (Close Encounters of the Third Kind) (1977)
- 1941 - Allarme a Hollywood (1941) (1979)
- I predatori dell'arca perduta (Raiders of the Lost Ark) (1981)
- E.T. l'extra-terrestre (E.T. the Extra-Terrestrial) (1982)
- Ai confini della realtà (Twilight Zone: The Movie) (1983) - episodio Kick the Can
- Indiana Jones e il tempio maledetto (Indiana Jones and the Temple of Doom) (1984)
- Il colore viola (The Color Purple) (1985)
- L'impero del sole (Empire of the Sun) (1987)
- Indiana Jones e l'ultima crociata (Indiana Jones and the Last Crusade) (1989)
- Always - Per sempre (Always) (1989)
- Hook - Capitan Uncino (Hook) (1991)
- Jurassic Park (1993)
- Schindler's List - La lista di Schindler (Schindler's List) (1993)
- Il mondo perduto - Jurassic Park (The Lost World: Jurassic Park) (1997)
- Amistad (1997)
- Salvate il soldato Ryan (Saving Private Ryan) (1998)
- A.I. - Intelligenza artificiale (A.I. Artificial Intelligence) (2001)
- Minority Report (2002)
- Prova a prendermi (Catch Me If You Can) (2002)
- The Terminal (2004)
- La guerra dei mondi (War of the Worlds) (2005)
- Munich (2005)
- Indiana Jones e il regno del teschio di cristallo (Indiana Jones and the Kingdom of the Crystal Skull) (2008)
- Le avventure di Tintin - Il segreto dell'Unicorno (The Adventures of Tintin) (2011)
- War Horse (2011)
- Lincoln (2012)
- Il ponte delle spie (Bridge of Spies) (2015)
- Il GGG - Il grande gigante gentile (The BFG) (2016)
- The Post (2017)
- Ready Player One (2018)
- West Side Story (2021)
- The Fabelmans (2022)

##### Cortometraggi
- The Last Gun (1959)
- Fighter Squad (1961)
- Escape to Nowhere (1961)
- Slipstream (1967)
- Amblin' (1968)

#### Televisione
- Mistero in galleria (Night Gallery) – serie TV, episodio pilota e 1x04 (1969-1971)
- Marcus Welby (Marcus Welby, M.D.) – serie TV, episodio 1x24 (1970)
- Duel – film TV (1971)
- The Psychiatrist – serie TV, episodi 1x02 e 1x06 (1971)
- Reporter alla ribalta (The Name of the Game) – serie TV, episodio 3x16 (1971)
- Colombo (Columbo) – serie TV, episodio 1x01 (1971)
- Difesa a oltranza (Owen Marshall: Counselor at Law) – serie TV, episodio 1x03 (1971)
- Il signore delle tenebre (Something Evil) – film TV (1972)
- Savage – film TV (1973)
- Storie incredibili (Amazing Stories) – serie TV, episodi 1x01 e 1x05 (1985-1987)

### Sceneggiatore

#### Cinema
- Firelight, regia di Steven Spielberg (1964)
- Incontri ravvicinati del terzo tipo (Close Encounters of the Third Kind), regia di Steven Spielberg (1977)
- Poltergeist - Demoniache presenze (Poltergeist), regia di Tobe Hooper (1982)
- A.I. - Intelligenza artificiale (A.I. Artificial Intelligence), regia di Steven Spielberg (2001)
- The Fabelmans, regia di Steven Spielberg (2022)

#### Cortometraggi
- Fighter Squad, regia di Steven Spielberg (1961)
- Escape to Nowhere, regia di Steven Spielberg (1961)
- Slipstream, regia di Steven Spielberg (1967)
- Amblin', regia di Steven Spielberg (1968)

### Soggetto
- Roger il re dei cieli (Ace Eli and Rodger of the Skies), regia di John Erman (1973)
- Sugarland Express (The Sugarland Express), regia di Steven Spielberg (1974)
- Poltergeist - Demoniache presenze (Poltergeist), regia di Tobe Hooper (1982)
- I Goonies (The Goonies), regia di Richard Donner (1985)
- The Fabelmans, regia di Steven Spielberg (2022)

### Produttore

#### Cinema
- 1964 - Allarme a N.Y. arrivano i Beatles! (I Wanna Hold Your Hand), regia di Robert Zemeckis (1978)
- La fantastica sfida (Used Cars), regia di Robert Zemeckis (1980)
- Chiamami aquila, regia di Michael Apted (1981)
- E.T. l'extra-terrestre (E.T. the Extra-Terrestrial), regia di Steven Spielberg (1982)
- Poltergeist - Demoniache presenze (Poltergeist), regia di Tobe Hopper (1982)
- Ai confini della realtà (Twilight Zone: The Movie), regia di Steven Spielberg, John Landis, Joe Dante e George Miller (1983)
- Gremlins, regia di Joe Dante (1984)
- Fandango, regia di Kevin Reynolds (1985)
- I Goonies (The Goonies), regia di Richard Donner (1985)
- Ritorno al futuro (Back to the Future), regia di Robert Zemeckis (1985)
- Piramide di paura (Young Sherlock Holmes), regia di Barry Levinson (1985)
- Il colore viola (The Colour Purple) (1985)
- Casa, dolce casa? (The Money Pit), regia di Richard Benjamin (1986)
- Fievel sbarca in America (An American Tail), regia di Don Bluth (1986)
- Bigfoot e i suoi amici (Harry and the Hendersons), regia di William Dear (1987)
- Salto nel buio (Innerspace), regia di Joe Dante (1987)
- L'ora della rivincita (Three O'Clock High), regia di Phil Joanou (1987)
- L'impero del sole (Empire of the Sun), regia di Steven Spielberg (1987)
- Miracolo sull'8ª strada (Batteries Not Included), regia di Matthew Robbins (1987)
- Chi ha incastrato Roger Rabbit (Who Framed Roger Rabbit), regia di Robert Zemeckis (1988)
- Alla ricerca della Valle Incantata (The Land Before Time), regia di Don Bluth (1988)
- Ritorno al futuro - Parte II (Back to the Future Part II), regia di Robert Zemeckis (1989)
- Always - Per sempre (Always), regia di Steven Spielberg (1989)
- Joe contro il vulcano (Joe Versus the Volcano), regia di John Patrick Shanley (1990)
- Sogni (夢, Yume), regia di Akira Kurosawa (1990)
- Ritorno al futuro - Parte III (Back to the Future Part III), regia di Robert Zemeckis (1990)
- Gremlins 2 - La nuova stirpe (Gremlins 2: The New Batch), regia di Joe Dante (1990)
- Aracnofobia (Arachnophobia), regia di Frank Marshall (1990)
- Fievel conquista il West (An American Tail: Fievel Goes West), regia di Phil Nibbelink e Simon Wells (1991)
- We're Back! - 4 dinosauri a New York (We're Back! A Dinosaur's Story), regia di Phil Nibbelink e Simon Wells (1993)
- Schindler's List - La lista di Schindler, regia di Steven Spielberg (1993)
- I Flintstones (The Flintstones), regia di Brian Levant (1994)
- Casper, regia di Brad Silberling (1995)
- Balto, regia di Simon Wells (1995)
- Twister, regia di Jan de Bont (1996)
- Men in Black, regia di Barry Sonnenfeld (1997)
- Amistad, regia di Steven Spielberg (1997)
- Deep Impact, regia di Mimi Leder (1998)
- La maschera di Zorro (The Mask of Zorro), regia di Martin Campbell (1998)
- Salvate il soldato Ryan (Saving Private Ryan), regia di Steven Spielberg (1998)
- Gli ultimi giorni (The Last Days), regia di James Moll (1998)
- A.I. - Intelligenza artificiale (A.I.), regia di Steven Spielberg (2001)
- Jurassic Park III, regia di Joe Johnston (2001)
- Men in Black II, regia di Barry Sonnenfeld (2002)
- Prova a prendermi (Catch Me If You Can), regia di Steven Spielberg (2002)
- The Terminal, regia di Steven Spielberg (2004)
- The Legend of Zorro, regia di Martin Campbell (2005)
- Memorie di una geisha (Memoirs of a Geisha), regia di Rob Marshall (2005)
- Munich, regia di Steven Spielberg (2005)
- Monster House, regia di Gil Kenan (2006)
- Flags of Our Fathers, regia di Clint Eastwood (2006)
- Lettere da Iwo Jima, regia di Clint Eastwood (2006)
- Transformers, regia di Michael Bay (2007)
- Eagle Eye, regia di D.J. Caruso (2008)
- Transformers - La vendetta del caduto (Transformers: Revenge of the Fallen), regia di Michael Bay (2009)
- Amabili resti (The Lovely Bones), regia di Peter Jackson (2009)
- Hereafter, regia di Clint Eastwood (2010)
- Il Grinta, regia di Joel ed Ethan Coen (2010)
- Sono il Numero Quattro, regia di D. J. Caruso (2011)
- Transformers 3, regia di Michael Bay (2011)
- Super 8, regia di J. J. Abrams (2011)
- Cowboys & Aliens, regia di Jon Favreau (2011)
- Real Steel, regia di Shawn Levy (2011)
- Men in Black 3, regia di Barry Sonnenfeld (2012)
- Lincoln, regia di Steven Spielberg (2012)
- Transformers 4 - L'era dell'estinzione (Transformers: Age of Extinction), regia di Michael Bay (2014)
- Amore, cucina e curry (The Hundred-Foot Journey), regia di Lasse Hallström (2014)
- Jurassic World, regia di Colin Trevorrow (2015)
- Il ponte delle spie (Bridge of Spies), regia di Steven Spielberg (2015)
- All the Way, regia di Jay Roach (2016)
- Il GGG - Il grande gigante gentile (The BFG), regia di Steven Spielberg (2016)
- Transformers - L'ultimo cavaliere (Transformers: The Last Knight), regia di Michael Bay (2017)
- Five Came Back, regia di Laurent Bouzereau (2017)
- The Post, regia di Steven Spielberg (2017)
- Ready Player One, regia di Steven Spielberg (2018)
- Jurassic World - Il regno distrutto (Jurassic World: Fallen Kingdom), regia di Juan Antonio Bayona (2018)
- Bumblebee, regia di Travis Knight (2018)
- First Man - Il primo uomo (First Man), regia di Damien Chazelle (2018)
- Men in Black: International, regia di F. Gary Gray (2019)
- West Side Story, regia di Steven Spielberg (2021)
- Jurassic World - Il dominio, regia di Colin Trevorrow (2022)
- The Fabelmans, regia di Steven Spielberg (2022)
- Indiana Jones e il quadrante del destino (Indiana Jones and the Dial of Destiny), regia di James Mangold (2023)
- Maestro, regia di Bradley Cooper (2023)
- Il colore viola, regia di Blitz Bazawule (2023)
- Transformers One, regia di Josh Cooley (2024)
- Jurassic World - La rinascita (Jurassic World Rebirth), regia di Gareth Edwards (2025)

#### Televisione
- Storie incredibili (Amazing Stories) – serie TV (1985-1987)
- I favolosi Tiny (Tiny Toons Adventures) – serie animata (1990-1992)
- Qua la zampa, Doggie (Family Dog) - serie animata (1993)
- SeaQuest - Odissea negli abissi (SeaQuest DSV) - serie TV (1993-1996)
- Animaniacs – serie animata (1993-1998)
- Mignolo e Prof. (Pinky and the Brain) – serie animata (1995-1998)
- Freakazoid – serie animata (1995-1997)
- Toonsylvania – serie animata (1998)
- Invasion America – serie animata (1998)
- Band of Brothers - Fratelli al fronte (Band of Brothers) – miniserie TV (2001)
- Broken Silence – miniserie TV (2002)
- Taken – miniserie TV (2002)
- United States of Tara – serie TV (2009)
- The Pacific – miniserie TV (2010)
- Terra Nova – serie TV (2011)
- The River – serie TV (2012)
- Smash – serie TV (2012-2013)
- Falling Skies – serie TV (2011-2015)
- Under the Dome – serie TV (2013-2015)
- Extant – serie TV (2014-2015)
- Red Band Society – serie TV (2014)
- Minority Report – serie TV (2015)
- The Whispers – serie TV (2015)
- Public Morals – serie TV (2015)
- Bull - serie TV (2016-2019)
- Halo – serie TV (2022-2024)
- La vita sul nostro pianeta (Life on out Planet) – documentario (2023)
- Masters of the Air – miniserie TV (2024)

### Attore
- Lo squalo (Jaws), regia di Steven Spielberg (1975) (voce alla radio)
- The Blues Brothers - I fratelli Blues (The Blues Brothers), regia di John Landis (1980)
- Indiana Jones e il tempio maledetto (Indiana Jones and the Temple of Doom), regia di Steven Spielberg (1984)
- Gremlins, regia di Joe Dante (1984)
- Gremlins 2 - La nuova stirpe, regia di Joe Dante (1990)
- Men in Black, regia di Barry Sonnenfeld (1997)
- Il mondo perduto - Jurassic Park (The Lost World: Jurassic Park), regia di Steven Spielberg (1997)
- Vanilla Sky, regia di Cameron Crowe (2001)
- Austin Powers in Goldmember, regia di Jay Roach (2002)
- Paul, regia di Greg Mottola (2011) (voce, se stesso)
- Sergio Leone - L'italiano che inventò l'America, regia di Francesco Zippel (2022)

## Progetti irrealizzati

### Diretti da altri registi
- McKlusky, metà uomo metà odio (White Lightning), regia di Joseph Sargent (1973)
- Il colpo della metropolitana (Un ostaggio al minuto) (The Taking of Pelham One Two Three), regia di Joseph Sargent (1974)
- In tre sul Lucky Lady (Lucky Lady), regia di Stanley Donen (1975)
- The Bingo Long Traveling All-Stars & Motor Kings, regia di John Badham (1976)
- MacArthur il generale ribelle (MacArthur), regia di Joseph Sargent (1977)
- Magic - Magia (Magic), regia di Richard Attenborough (1978)
- Superman, regia di Richard Donner (1978)
- Cruising, regia di William Friedkin (1980)
- I tre amigos! (¡Three Amigos!), regia di John Landis (1986)
- Rain Man - L'uomo della pioggia (Rain Man), regia di Barry Levinson (1988)
- Cape Fear - Il promontorio della paura (Cape Fear), regia di Martin Scorsese (1991)
- The Truman Show, regia di Peter Weir (1998)
- Ti presento i miei (Meet the Parents), regia di Jay Roach (2000)
- Shrek, regia di Andrew Adamson e Vicky Jenson (2001)
- Harry Potter e la pietra filosofale (Harry Potter and the Philosopher's Stone), regia di Chris Columbus (2001)
- Big Fish - Le storie di una vita incredibile (Big Fish), regia di Tim Burton (2003)
- Oldboy (Oldboy), regia di Spike Lee (2013)
- I sogni segreti di Walter Mitty (The Secret Life of Walter Mitty), regia di Ben Stiller (2013)
- Interstellar, regia di Christopher Nolan (2014)
- Rapito, regia di Marco Bellocchio (2023)[senza fonte]

### Mai realizzati
- Flushed with Pride: The Story of Thomas Crapper
- The Adventures of Indiana Smith
- Incontri ravvicinati del terzo tipo 2
- Night Skies
- Film dedicato a Blackhawk
- Reel to Reel
- E.T. II: Nocturnal Fears
- Indiana Jones and the Monkey King
- Who Discovered Roger Rabbit
- Why Can't I Be Audrey Hepburn?
- Indiana Jones and the Saucermen from Mars
- The Curse of Monkey Island
- Indiana Jones and the City of the Gods
- Il giovane Holden
- I Goonies 2
- Chocky
- Film dedicato a Martin Luther King Jr.
- Harvey

## Riconoscimenti

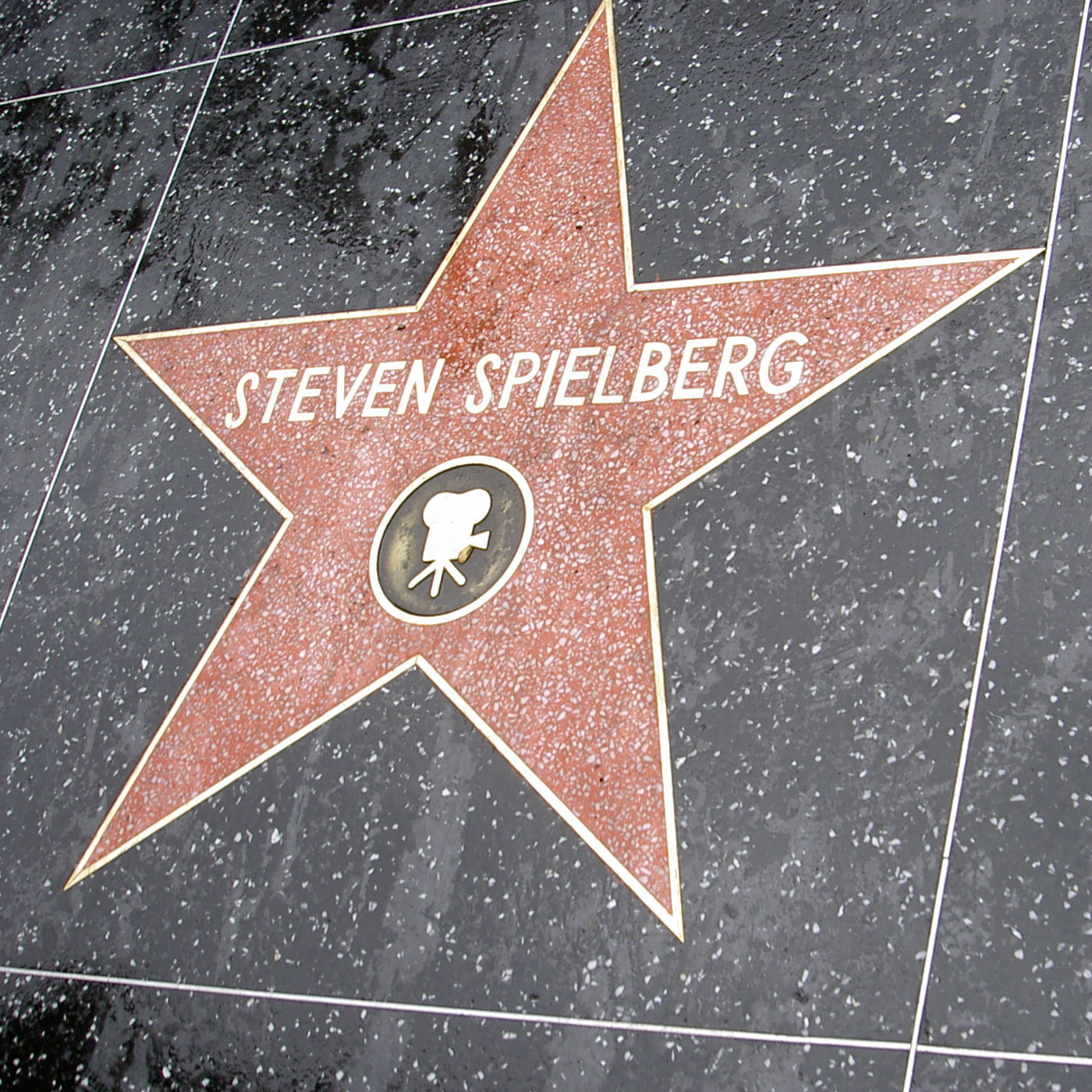
La stella di Spielberg nella Hollywood Walk of Fame

Nel corso della sua carriera Steven Spielberg ha ricevuto diversi premi e candidature tra cui 23 candidature agli Oscar, 13 ai BAFTA, 24 ai Golden Globe, 25 agli Emmy, 12 ai Directors Guild of America Award.

## Doppiatori italiani
Nelle versioni in italiano dei film in cui ha recitato, Steven Spielberg è stato doppiato da:
- Sandro Acerbo in The Blues Brothers - I fratelli Blues
- Marco Mete in Austin Powers in Goldmember

Da doppiatore è sostituito da:
- Roberto Chevalier in Paul